# Riku Handa
Riku Handa (半田 陸, Handa Riku), né le 1er janvier 2002 à Kaminoyama au Japon, est un footballeur japonais évoluant au poste d'arrière droit au Gamba Osaka.

## Biographie

### En club
Né dans la préfecture de Yamagata au Japon, Riku Handa est formé par le club local du Montedio Yamagata. Il fait ses débuts en équipe première le 12 mai 2019, lors d'un match de championnat contre le JEF United Ichihara Chiba. Il entre en jeu et son équipe s'impose par trois buts à un.
Le 8 janvier 2023, Riku Handa quitte le Montedio Yamagata et rejoint le Gamba Osaka pour un contrat de deux ans, soit jusqu'en décembre 2024.
Il joue sa première rencontre de J1 League, la première division japonaise, le 18 février 2022 contre le Kashiwa Reysol, lors de la première journée de la saison 2023. Il est titularisé et les deux équipes se séparent sur un match nul (2-2).
Le 11 juin 2023, Handa inscrit son premier but pour Gamba Osaka, lors d'une rencontre de championnat face au FC Tokyo. Titulaire, il participe à la victoire de son équipe par trois buts à un.

### En sélection
Riku Handa représente l'équipe du Japon des moins de 16 ans avec laquelle il participe à la coupe d'Asie des moins de 16 ans. Il est titulaire et capitaine lors de cette compétition organisée en Malaisie. Il remporte le trophée, son équipe sortant vainqueur de la finale face au Tadjikistan (1-0 score final).
Handa joue également avec les moins de 17 ans. Il est notamment retenu avec cette sélection pour participer à la coupe du monde des moins de 17 ans en 2019. Lors de ce tournoi organisé au Brésil il joue trois matchs, les trois en tant que titulaire et capitaine. Son équipe est battue en huitièmes de finale par le Mexique (0-2 score final).